# Osmets
Osmets – miejscowość i gmina we Francji, w regionie Oksytania, w departamencie Pireneje Wysokie.
Według danych na rok 1990 gminę zamieszkiwało 76 osób, a gęstość zaludnienia wynosiła 16 osób/km² (wśród 3020 gmin regionu Midi-Pyrénées Osmets plasuje się na 987. miejscu pod względem liczby ludności, natomiast pod względem powierzchni na miejscu 1508.).